# Festival di Berlino 2012
La 62ª edizione del Festival internazionale del cinema di Berlino si è svolta a Berlino dal 9 al 19 febbraio 2012, con il Theater am Potsdamer Platz come sede principale. Direttore del festival è stato per l'undicesimo anno Dieter Kosslick.
L'Orso d'oro è stato assegnato al film italiano Cesare deve morire di Paolo e Vittorio Taviani.
L'Orso d'oro alla carriera è stato assegnato all'attrice Meryl Streep, alla quale è stata dedicata la sezione "Homage", mentre la Berlinale Kamera è stata assegnata all'ingegnere e inventore Ray Dolby, al regista, sceneggiatore e produttore Haro Senft e allo Studio Babelsberg di Potsdam, conosciuto per essere il più antico studio cinematografico al mondo.
Il festival è stato aperto dal film in concorso Addio mia regina di Benoît Jacquot.
La retrospettiva di questa edizione, intitolata "The Red Dream Factory", è stata dedicata allo studio cinematografico sovietico Mezhrabpomfilm, attivo tra il 1922 ed il 1936, e alla sua sezione tedesca Prometheus.

## Giurie

### Giuria internazionale
- Mike Leigh, regista e sceneggiatore (Regno Unito) - Presidente di giuria[6]
- Anton Corbijn, fotografo e regista (Paesi Bassi)
- Asghar Farhadi, regista, sceneggiatore e produttore (Iran)
- Charlotte Gainsbourg, attrice e cantante (Francia)
- Jake Gyllenhaal, attore (Stati Uniti)
- François Ozon, regista e sceneggiatore (Francia)
- Boualem Sansal, scrittore (Algeria)
- Barbara Sukowa, attrice (Germania)

### Giuria "Opera prima"
- Hania Mroué, produttrice e distributrice (Libano)[6]
- Moritz Rinke, drammaturgo e scrittore (Germania)
- Matthew Modine, attore, regista e produttore (Stati Uniti)

### Giuria "Cortometraggi"
- David O'Reilly, regista, sceneggiatore e produttore (Irlanda)[6]
- Sandra Hüller, attrice (Germania)
- Emily Jacir, artista multimediale (Palestina)

### Giurie "Generation"

#### Kinderjury/Jugendjury
Gli Orsi di cristallo sono stati assegnati da due giurie nazionali, la Kinderjury per la sezione "Kplus" e la Jugendjury per la sezione "14plus", composte rispettivamente da undici membri di 11-14 anni e sette membri di 14-18 anni selezionati dalla direzione del festival attraverso questionari inviati l'anno precedente.

#### Giuria internazionale
Nella sezione "Kplus" il Grand Prix e lo Special Prize sono stati assegnati da una giuria internazionale composta dal documentarista Mark Cousins (Regno Unito), lo sceneggiatore Rasmus Horskjær (Danimarca), il regista e produttore Frieder Schlaich (Germania), la regista, sceneggiatrice e produttrice Marité Ugas (Perù) e da Maxine Williamson (Australia), direttrice artistica della Asia Pacific Screen Academy.

## Selezione ufficiale

### In concorso
- Addio mia regina (Les Adieux à la Reine), regia di Benoît Jacquot (Francia, Spagna)
- À moi seule, regia di Frédéric Videau (Francia)
- Aujourd'hui, regia di Alain Gomis (Francia, Senegal)
- Captive, regia di Brillante Mendoza (Francia, Filippine, Germania, Regno Unito)
- Cesare deve morire, regia di Paolo e Vittorio Taviani (Italia)
- Dictado, regia di Antonio Chavarrías (Spagna)
- Gnade, regia di Matthias Glasner (Germania, Norvegia)
- Jayne Mansfield's Car - L'ultimo desiderio (Jayne Mansfield's Car), regia di Billy Bob Thornton (USA, Russia)
- Just the Wind (Csak a szél), regia di Benedek Fliegauf (Ungheria, Germania, Francia)
- Kebun binatang, regia di Edwin (Indonesia, Germania, Hong Kong)
- Metéora, regia di Spiros Stathoulopoulos (Germania, Grecia, Francia)
- Rebelle, regia di Kim Nguyen (Canada)
- Royal Affair (En kongelig affære), regia di Nikolaj Arcel (Danimarca, Repubblica Ceca, Svezia, Germania)
- La scelta di Barbara (Barbara), regia di Christian Petzold (Germania)
- Sister (L'enfant d'en haut), regia di Ursula Meier (Svizzera, Francia)
- Tabu, regia di Miguel Gomes (Portogallo, Germania, Brasile, Francia)
- Was bleibt, regia di Hans-Christian Schmid (Germania)
- White Deer Plain (Bai lu yuan), regia di Quan'an Wang (Cina)

### Fuori concorso
- Bel Ami - Storia di un seduttore (Bel Ami), regia di Declan Donnellan e Nick Ormerod (Regno Unito, Italia)
- Doppio gioco (Shadow Dancer), regia di James Marsh (Regno Unito, Irlanda)
- I fiori della guerra (Jin ling shi san chai), regia di Zhang Yimou (Cina, Hong Kong)
- Flying Swords of Dragon Gate (Long men fei jia), regia di Tsui Hark (Cina)
- The Iron Lady, regia di Phyllida Lloyd (Regno Unito, Francia)
- Knockout - Resa dei conti (Haywire), regia di Steven Soderbergh (Irlanda, USA)
- Molto forte, incredibilmente vicino (Extremely Loud & Incredibly Close), regia di Stephen Daldry (USA)

### Cortometraggi
- Ae-deu-beol-eun, regia di Woo-jung Lee (Corea del Sud)
- An das Morgengrauen, regia di Mariola Brillowska (Germania)
- Ein Mädchen namens Yssabeau, regia di Rosana Cuellar (Germania, Messico)
- Enakkum oru per, regia di Suba Sivakumaran (USA, Sri Lanka)
- The End (film), regia di Didier Barcelo (Francia)
- Erotic Fragments No. 1, 2, 3, regia di Anucha Boonyawatana (Thailandia)
- Gurêto rabitto, regia di Atsushi Wada (Francia, Regno Unito, Giappone)
- Impossible Exchange, regia di Mahmoud Hojeij (Libano)
- Karrabing! Low Tide Turning, regia di Liza Johnson e Elizabeth Povinelli (Australia)
- Li-chwi, regia di Seok-young Kim (Corea del Sud)
- Licuri surf, regia di Guile Martins (Brasile)
- LI.LI.TA.AL., regia di Akihito Izuhara (Giappone)
- Loxoro, regia di Claudia Llosa (Spagna, Perù, Argentina, USA)
- Magyarország 2011, film collettivo (Ungheria)
- The Man That Got Away, regia di Trevor Anderson (Canada)
- Nostalgia, regia di Gustavo Rondón Córdova (Venezuela)
- Panchabhuta, regia di Mohan Kumar Valasala (India)
- Pusong wazak! Isa na namang kwento ng pag-ibig sa pagitan ng isang kriminal at isang puta, regia di Khavn (Filippine)
- Rafa, regia di João Salaviza (Portogallo, Francia)
- La santa, regia di Mauricio López Fernández (Cile)
- Say Goodbye to the Story (ATT 1/11), regia di Christoph Schlingensief (Germania)
- Shi luo zhi di, regia di Zhou Yan (Cina)
- Strauß.ok, regia di Jeanne Faust (Germania)
- Utsikter, regia di Moa Geistrand e Marcus Harrling (Svezia)
- Uzushio, regia di Naoto Kawamoto (Giappone)
- Vilaine fille mauvais garçon, regia di Justine Triet (Francia)
- We Will Win, regia di Mahmoud Hojeij (Libano)
- Yi chang ge ming zhong hai wei lai de ji ding yi de xing wei, regia di Xun Sun (Cina)
- zounk!, regia di Billy Roisz (Austria)

### Berlinale Special
- Ai Weiwei: Never Sorry, regia di Alison Klayman (USA)
- Althawra... Khabar, regia di Bassam Mortada (Egitto)
- Anton Corbijn Inside Out, regia di Klaartje Quirijns (Paesi Bassi, Belgio, Irlanda)
- Colpo di grazia (Der Fangschuß), regia di Volker Schlöndorff (Francia, Germania Ovest)
- Desperado City, regia di Vadim Glowna (Germania Ovest)
- Don - The Chase Begins Again, regia di Farhan Akhtar (India)
- Duello a Berlino (The Life and Death of Colonel Blimp), regia di Michael Powell e Emeric Pressburger (Regno Unito)
- Ein Tag mit dem Wind, regia di Haro Senft (Germania Ovest)
- La fortuna della vita (La chispa de la vida), regia di Álex de la Iglesia (Spagna, Francia, USA)
- Glück, regia di Doris Dörrie (Germania)
- Hijos de las nubes, la última colonia, regia di Álvaro Longoria (Spagna)
- I, Anna, regia di Barnaby Southcombe (Regno Unito, Germania, Francia)
- Keyhole, regia di Guy Maddin (Canada)
- Marley, regia di Kevin Macdonald (Regno Unito, USA)
- Nella terra del sangue e del miele (In the Land of Blood and Honey), regia di Angelina Jolie (USA)
- On Death Row, regia di Werner Herzog (USA, Regno Unito, Austria)
- Ottobre (Oktyabr), regia di Grigorij Aleksandrov e Sergej Ėjzenštejn (Unione Sovietica)
- Rivoluzione digitale (Side by Side), regia di Christopher Kenneally (USA)
- La sorgente del fiume (Trilogia: To livadi pou dakryzei), regia di Theo Angelopoulos (Grecia, Francia, Italia, Germania)
- The Story of Film: An Odyssey, regia di Mark Cousins (Regno Unito)
- Young Adult, regia di Jason Reitman (USA)

### Panorama
- 7 Deadly Kisses, regia di Sammaria Simanjuntak (Indonesia)
- 10+10, film collettivo (Taiwan)
- About Cherry, regia di Stephen Elliott (USA)
- L'âge atomique, regia di Héléna Klotz (Francia)
- Ai, regia di Doze Niu (Taiwan, Cina)
- Anak-Anak Srikandi, film collettivo (Germania, Indonesia)
- Angriff auf die Demokratie - Eine Intervention, regia di Romuald Karmakar (Germania)
- Audre Lorde - Die Berliner Jahre 1984-1992, regia di Dagmar Schultz (Germania)
- Baranasi, regia di Kyu-hwan Jeon (Corea del Sud, India)
- Blut muss fließen - Undercover unter Nazis, regia di Peter Ohlendorf (Germania)
- Brötzmann - Da gehört die Welt mal mir, regia di Uli M. Schüppel (Germania)
- Call Me Kuchu, regia di Katherine Fairfax Wright e Malika Zouhali-Worrall (USA, Uganda)
- Chocó, regia di Jhonny Hendrix (Colombia)
- Detlef - 60 Jahre schwul, regia di Jan Rothstein e Stefan Westerwelle (Germania)
- Diaz - Don't Clean Up This Blood, regia di Daniele Vicari (Italia, Romania, Francia)
- Dollhouse, regia di Kirsten Sheridan (Irlanda)
- Elles, regia di Małgorzata Szumowska (Francia, Polonia, Germania)
- Glaube, Liebe, Tod, regia di Peter Kern (Austria)
- Green Laser, regia di John Greyson (Canada)
- Headshot, regia di Pen-Ek Ratanaruang (Thailandia, Francia)
- Herr Wichmann aus der dritten Reihe, regia di Andreas Dresen (Germania)
- Highway, regia di Deepak Rauniyar (Nepal, USA)
- Hot Boy Noi Loan va Cau Chuyen ve Thang Cuoi, Co Gai Diem va Con Vit, regia di Ngoc Dang Vu (Vietnam)
- Indignados, regia di Tony Gatlif (Francia)
- In the Shadow of a Man, regia di Hanan Abdalla (Egitto)
- Iron Sky, regia di Timo Vuorensola (Finlandia, Germania, Australia)
- Keep the Lights On, regia di Ira Sachs (USA)
- König des Comics, regia di Rosa von Praunheim (Germania)
- Konvoy, regia di Aleksey Mizgirev (Russia)
- Kuma, regia di Umut Dag (Austria)
- A Lazy Summer Afternoon with Mario Montez, regia di John Edward Heys (Germania)
- Leave It on the Floor, regia di Sheldon Larry (Canada, USA)
- Mai wei, regia di Je-kyu Kang (Corea del Sud)
- Man on Ground, regia di Akin Omotoso (Sudafrica)
- Marina Abramovic: The Artist Is Present, regia di Matthew Akers (USA)
- La Mer à l'aube, regia di Volker Schlöndorff (Francia, Germania)
- Mommy Is Coming, regia di Cheryl Dunye (Germania)
- Mort à vendre, regia di Faouzi Bensaïdi (Belgio, Francia, Marocco)
- My Brother the Devil, regia di Sally El Hosaini (Regno Unito)
- Olhe pra mim de novo, regia di Kiko Goifman e Claudia Priscilla (Brasile)
- The Parade - La sfilata (Parada), regia di Srdjan Dragojevic (Serbia, Croazia, Macedonia, Slovenia)
- The Reluctant Revolutionary, regia di Sean McAllister (Regno Unito, Irlanda)
- Rentaneko, regia di Naoko Ogigami (Giappone)
- Sharqiya, regia di Ami Livne (Israele, Francia, Germania)
- The Summit, regia di Franco Fracassi e Massimo Lauria (Italia)
- Ulrike Ottinger - Die Nomadin vom See, regia di Brigitte Kramer (Germania)
- Unter Männern - Schwul in der DDR, regia di Ringo Rösener e Markus Stein (Germania)
- La Vièrge, les Coptes et moi, regia di Namir Abdel Messeeh (Francia, Qatar, Egitto)
- Vito, regia di Jeffrey Schwarz (USA)
- Die Wand, regia di Julian Pölsler (Austria, Germania)
- Wilaya, regia di Pedro Pérez Rosado (Spagna)
- The Woman Who Brushed Off Her Tears, regia di Teona Strugar Mitevska (Macedonia, Germania, Slovenia, Belgio)
- Wo men de gu shi, regia di Yang Yang (Cina)
- Words of Witness, regia di Mai Iskander (USA, Egitto)
- Xingu, regia di Cao Hamburger (Brasile)
- Yao jie huang hou, regia di Yonfan (Singapore, Hong Kong)
- Zucht und Ordnung, regia di Jan Soldat (Germania)

### Forum
- Al Juma Al Akheira, regia di Yahya Alabdallah (Emirati Arabi Uniti, Giordania)
- Ang babae sa septic tank, regia di Marlon Rivera (Filippine)
- Avalon, regia di Axel Petersén (Svezia)
- Bagrut Lochamim, regia di Silvina Landesman (Israele)
- Bakumatsu taiyôden, regia di Yûzô Kawashima (Giappone)
- Bestiaire, regia di Denis Côté (Canada, Francia)
- Beziehungsweisen, regia di Calle Overweg (Germania)
- Brand X, regia di Win Chamberlain (USA)
- The Connection, regia di Shirley Clarke (USA)
- La demora, regia di Rodrigo Plá (Uruguay, Messico, Francia)
- Escuela normal, regia di Celina Murga (Argentina)
- Espoir voyage, regia di Michel K. Zongo (Francia, Burkina Faso)
- For Ellen, regia di So Yong Kim (USA)
- Formentera, regia di Ann-Kristin Reyels (Germania)
- Francine, regia di Brian M. Cassidy e Melanie Shatzky (USA, Canada)
- Friends After 3.11, regia di Shunji Iwai (Giappone)
- Futaba kara tooku hanarete, regia di Atsushi Funahashi (Giappone)
- Ga-si, regia di Joong-Hyun Kim (Corea del Sud)
- Habiter/Construire, regia di Clémence Ancelin (Francia)
- Hemel, regia di Sacha Polak (Paesi Bassi, Spagna)
- Hiver nomade, regia di Manuel von Stürler (Svizzera, Francia, Germania)
- in arbeit/en construction/w toku/lavori in corso, regia di Arne Hector e Minze Tummescheit (Germania)
- Jaurès, regia di Vincent Dieutre (Francia)
- Kazoku no kuni, regia di Yong-hi Yang (Giappone)
- Kid-Thing, regia di David Zellner (USA)
- Kino to ashita no aida, regia di Yûzô Kawashima (Giappone)
- Koi ni itaru yamai, regia di Shoko Kimura (Giappone)
- Die Lage, regia di Thomas Heise (Germania)
- Lawinen der Erinnerung, regia di Dominik Graf (Germania)
- Mujin chitai, regia di Toshi Fujiwara (Giappone, Francia)
- Ornette: Made in America, regia di Shirley Clarke (USA)
- Parabeton - Pier Luigi Nervi und Römischer Beton, regia di Heinz Emigholz (Germania)
- Paziraie sadeh, regia di Mani Haghighi (Iran)
- Peov Chouk Sor, regia di Tea Lim Koun (Cambogia)
- Prílis mladá noc, regia di Olmo Omerzu (Repubblica Ceca, Slovenia)
- Puos Keng Kang, regia di Tea Lim Koun (Cambogia)
- Puthisen Neang Kongrey, regia di Ly Bun Yim (Cambogia)
- Revision, regia di Philip Scheffner (Germania)
- Salsipuedes, regia di Mariano Luque (Argentina)
- Sekret, regia di Przemyslaw Wojcieszek (Polonia)
- Sleepless Knights, regia di Stefan Butzmühlen e Cristina Diz (Germania)
- Le sommeil d'or, regia di Davy Chou (Francia, Cambogia)
- Spanien, regia di Anja Salomonowitz (Austria, Bulgaria)
- Suzaki Paradaisu: Akashingô, regia di Yûzô Kawashima (Giappone)
- Swoon, regia di Tom Kalin (USA)
- Tepenin Ardi, regia di Emin Alper (Turchia, Grecia)
- Tiens-moi droite, regia di Zoé Chantre (Francia)
- Toata lumea din familia noastra, regia di Radu Jude (Romania, Paesi Bassi)
- What Is Love, regia di Ruth Mader (Austria)
- Zavtra, regia di Andrei Gryazev (Russia)

### Generation
- 663114, regia di Isamu Hirabayashi (Giappone)
- Arcadia, regia di Olivia Silver (USA)
- Le avventure di Zarafa - Giraffa giramondo (Zarafa), regia di Rémi Bezançon e Jean-Christophe Lie (Francia, Belgio)
- Banga inte, regia di Fanni Metelius (Svezia)
- Bara lite, regia di Alicja Jaworski (Svezia)
- Bardo, regia di Marija Apcevska (Macedonia)
- Being Bradford Dillman, regia di Emma Burch (Regno Unito)
- Berlin Recyclers, regia di Nikki Schuster (Germania, Austria)
- Bino, regia di Billie Pleffer (Australia)
- Broer, regia di Sacha Polak (Paesi Bassi)
- Caochang, regia di Qi Wang (Cina)
- Chinti, regia di Natalia Mirzoyan (Russia)
- Comes a Bright Day, regia di Simon Aboud (Regno Unito)
- Corrida, regia di Janis Cimermanis (Lettonia)
- Crazy Dennis Tiger, regia di Jan Soldat (Germania)
- Da nao tian gong, regia di Wan Laiming (Cina)
- Electrick Children, regia di Rebecca Thomas (USA)
- Gattu, regia di Rajan Khosa (India)
- Hazenpad, regia di Lotte van Elsacker (Paesi Bassi)
- Hiljainen viikko, regia di Jussi Hiltunen (Finlandia)
- Hjältar, regia di Carolina Hellsgård (Svezia)
- Isdraken, regia di Martin Högdahl (Svezia)
- Jeunesses françaises, regia di Stéphan Castang (Francia)
- Joven y Alocada, regia di Marialy Rivas (Cile)
- Julian, regia di Matthew Moore (Australia)
- Kauwboy, regia di Boudewijn Koole (Paesi Bassi)
- Kikoeteru, furi wo sita dake, regia di Kaori Imaizumi (Giappone)
- Die Kinder vom Napf, regia di Alice Schmid (Svizzera)
- Kiss, regia di Alex Murawski (Australia)
- Der kleine Vogel und das Blatt, regia di Lena von Döhren (Svizzera)
- Kronjuvelerna, regia di Ella Lemhagen (Svezia)
- L, regia di Thais Fujinaga (Brasile)
- Lal Gece, regia di Reis Çelik (Turchia)
- Lambs, regia di Sam Kelly (Nuova Zelanda)
- Laut Bercermin, regia di Kamila Andini (Indonesia)
- Layla Bahir, regia di Liat Glick (Israele)
- Levis hest, regia di Torfinn Iversen (Norvegia)
- Lotte ja kuukivi saladus, regia di Heiki Ernits e Janno Põldma (Estonia, Lettonia)
- Magi i luften, regia di Simon Staho (Danimarca, Svezia)
- Maori Boy Genius, regia di Pietra Brettkelly (Nuova Zelanda, Danimarca, USA)
- Meathead, regia di Sam Holst (Nuova Zelanda)
- Un Mundo Secreto, regia di Gabriel Mariño (Messico, Svizzera)
- Nani, regia di Justin Tipping (USA)
- Una noche, regia di Lucy Mulloy (USA, Cuba, Regno Unito)
- Nono, regia di Rommel Tolentino (Filippine)
- Nosilatiaj. La Belleza, regia di Daniela Seggiaro (Argentina)
- Orhim le-rega, regia di Maya Kenig (Israele, Francia)
- Pacha, regia di Héctor Ferreiro (Bolivia, Messico)
- Papa's Tango, regia di Michiel van Jaarsveld (Paesi Bassi)
- Patatje Oorlog, regia di Nicole van Kilsdonk (Paesi Bassi, Belgio)
- The Quiet One (cortometraggio, 2011), regia di Ina Holmqvist e Emelie Wallgren (Svezia)
- Rising Hope, regia di Milen Vitanov (Germania)
- Snackbar, regia di Meral Uslu (Paesi Bassi)
- Snow in Paradise, regia di Nikki Si'ulepa e Justine Simei-Barton (Nuova Zelanda, USA)
- Supermarket Girl, regia di Matt Greenhalgh (Regno Unito)
- Ta glyka oneira tou Mustafa, regia di Angelo Abazoglou (Grecia, Francia)
- Two Little Boys, regia di Robert Sarkies (Nuova Zelanda)
- Vierzehn, regia di Cornelia Grünberg (Germania)
- Wan-deuk-i, regia di Han Lee (Corea del Sud)
- The Wilding, regia di Grant Scicluna (Australia)

### Cinema tedesco
- Ararat, regia di Engin Kundag (Germania)
- Dichter und Kämpfer, regia di Marion Hütter (Germania)
- Gegen Morgen, regia di Joachim Schoenfeld (Germania)
- Karaman, regia di Branka Prlic e Tamer Yigit (Germania)
- Man for a Day, regia di Katarina Peters (Germania, Regno Unito, Finlandia)
- Michael, regia di Markus Schleinzer (Austria)
- The Other Chelsea: A Story from Donetsk, regia di Jakob Preuss (Germania, Ucraina)
- Reported Missing (Die Vermissten), regia di Jan Speckenbach (Germania)
- Rodicas, regia di Alice Gruia (Germania, Australia)
- Sometimes We Sit and Think, and Sometimes We Just Sit, regia di Julian Pörksen (Germania)
- Sterben nicht vorgesehen, regia di Matthias Stoll (Germania)
- Tage in der Stadt, regia di Janis Mazuch (Germania)
- This Ain't California, regia di Marten Persiel (Germania)
- Trattoria, regia di Soleen Yusef (Germania)
- Westerland, regia di Tim Staffel (Germania)

### Retrospettiva
- Aėlita, regia di Jakov Protazanov (Unione Sovietica)
- Artek, regia di Fëdor Provorov e Vladimir Nesterov (Unione Sovietica)
- Blek end uajt (Černoe i beloe), regia di Leonid Amalrik e Ivan Ivanov-Vano (Unione Sovietica)
- Budem sorki, regia di Nikolaj Chodataev (Unione Sovietica)
- Il cadavere vivente (Živoj trup), regia di Fёdor Ocep (Germania, Unione Sovietica)
- Il cammino verso la vita (Putëvka v žizn'), regia di Nikolaj Ėkk (Unione Sovietica)
- La casa sulla piazza Trubnaja (Dom na Trubnoj), regia di Boris Barnet (Unione Sovietica)
- La corazzata Potëmkin (Bronenosec Potëmkin), regia di Sergej Ėjzenštejn (Unione Sovietica)
- Drugaja schisn, regia di Jurij Željabužskij e Aleksej A. Dmitriev (Unione Sovietica)
- Dva okeana, regia di Vladimir Šnejderov (Unione Sovietica)
- La febbre degli scacchi (Šachmatnaja gorjačka), regia di Vsevolod Pudovkin e Nikolaj Špikovskij (Unione Sovietica)
- La fine di San Pietroburgo (Konec Sankt-Peterburga), regia di Vsevolod Pudovkin (Unione Sovietica)
- Gibel' sensacii, regia di Aleksandr Andrievskij (Unione Sovietica)
- Gorizont, regia di Lev Kulešov (Unione Sovietica)
- Groznyj Vavila i tëtka Arina, regia di Ol'ga Chodataeva e Nikolaj Chodataev (Unione Sovietica)
- Hunger in Waldenburg, regia di Phil Jutzi (Germania)
- Im Schatten der Weltstadt, regia di Albrecht Viktor Blum (Germania)
- Jenseits der Straße - Eine Tragödie des Alltags, regia di Leo Mittler (Germania)
- Katok, regia di Yuri Zhelyabuzhsky (Unione Sovietica)
- Kuhle Wampe (Kuhle Wampe oder: Wem gehört die Welt?), regia di Slatan Dudow (Germania)
- Ledolom, regia di Boris Barnet (Unione Sovietica)
- Miss Mend, regia di Boris Barnet e Fёdor Ocep (Unione Sovietica)
- Odna iz mnogich, regia di Nikolaj Chodataev (Unione Sovietica)
- Pesn o gerojach, regia di Joris Ivens (Unione Sovietica)
- Poceluj Meri Pikford, regia di Sergei Komarov (Unione Sovietica)
- Prazdnik svjatogo Iorgena, regia di Jakov Protazanov (Unione Sovietica)
- Priključenija kitajčat, regia di Marija Benderskaja (Unione Sovietica)
- Proryv!, regia di Lev Kulešov (Unione Sovietica)
- Quaranta cuori (Sorok serdec), regia di Lev Kulešov (Unione Sovietica)
- La ragazza con la cappelliera (Devuška s korobkoj), regia di Boris Barnet (Unione Sovietica)
- La rivolta dei pescatori (Vosstanie rybakov), regia di Erwin Piscator (Unione Sovietica)
- Rvanye bašmaki, regia di Margarita Barskaja (Unione Sovietica)
- Senka-afrikanez, regia di Daniil Čerkes e Jurij Merkulov (Unione Sovietica)
- Skaska o zlom medvede, kovarnoj lise i vesëlom pastuche, regia di Dmitrij Babičenko e Aleksandr Bergengrin (Unione Sovietica)
- Slučajnaja vstreča, regia di Igor Savčenko (Unione Sovietica)
- Sobborghi (Okraina), regia di Boris Barnet (Unione Sovietica)
- Tempeste sull'Asia (Potomok Chingis-Khana), regia di Vsevolod Pudovkin (Unione Sovietica)
- Tre canti su Lenin (Tri pesni o Lenine), regia di Dziga Vertov (Unione Sovietica)
- Il viaggio di mamma Krause verso la felicità (Mutter Krausens Fahrt ins Glück), regia di Phil Jutzi (Germania)
- Vintik-špintik, regia di Vladislav Tvardovskij (Unione Sovietica)
- Zeitprobleme: wie der Arbeiter wohnt, regia di Slatan Dudow (Germania)
- Zolotoe ozero, regia di Vladimir Šnejderov (Unione Sovietica)

### Homage
- Kramer contro Kramer (Kramer vs. Kramer), regia di Robert Benton (USA)
- La mia Africa (Out of Africa), regia di Sydney Pollack (USA, Regno Unito)
- I ponti di Madison County (The Bridges of Madison County), regia di Clint Eastwood (USA)
- Radio America (A Prairie Home Companion), regia di Robert Altman (USA)
- La scelta di Sophie (Sophie's Choice), regia di Alan J. Pakula (USA, Regno Unito)
- Silkwood, regia di Mike Nichols (USA)

### Cinema culinario
- Asparragos, regia di Laura Zuallaert (Belgio)
- Canela, regia di Jordi Mariscal (Messico)
- Chef (Comme un chef), regia di Daniel Cohen (Francia, Spagna)
- Entre les Bras, regia di Paul Lacoste (Francia)
- Last Call at the Oasis, regia di Jessica Yu (USA)
- Lepokoa, regia di Safy Nebbou (Francia, Spagna)
- Lupe el de la Vaca, regia di Blanca Aguerre (Messico)
- Mugaritz BSO, regia di Felipe Ugarte (Spagna)
- Oma & Bella, regia di Alexa Karolinski (Germania, USA)
- Pokot Ash Yoghurt, regia di Francesco Amato e Stefano Scarafia (Italia)
- Poo-reun so-geum, regia di Lee Hyun-seung (Corea del Sud)
- Das Rohe und das Gekochte, regia di Monika Treut (Germania, Taiwan)
- Säilöttyjä unelmia, regia di Katja Gauriloff (Irlanda, Norvegia, Portogallo, Francia, Finlandia)
- Should the Wife Confess?, regia di Bernardo Camisão (Belgio, Portogallo)
- Yin shi nan nü - Hao yuan you hao jin, regia di Jui-Yuan Tsao (Cina, Taiwan)

## Premi

### Premi della giuria internazionale
- Orso d'oro per il miglior film: Cesare deve morire di Paolo e Vittorio Taviani
- Orso d'argento per il miglior regista: Christian Petzold per La scelta di Barbara
- Orso d'argento per la migliore attrice: Rachel Mwanza per Rebelle
- Orso d'argento per il miglior attore: Mikkel Boe Følsgaard per Royal Affair
- Orso d'argento per la migliore sceneggiatura: Nikolaj Arcel e Rasmus Heisterberg per Royal Affair
- Orso d'argento per il miglior contributo artistico: Lutz Reitemeier per la fotografia di White Deer Plain
- Orso d'argento, gran premio della giuria: Just the Wind di Benedek Fliegauf
- Orso d'argento, premio speciale: Sister di Ursula Meier
- Premio Alfred Bauer: Tabu di Miguel Gomes

### Premi onorari
- Orso d'oro alla carriera: Meryl Streep
- Berlinale Kamera: Ray Dolby, Haro Senft, Studio Babelsberg

### Premi della giuria "Opera prima"
- Miglior opera prima: Kauwboy di Boudewijn Koole
- Menzione speciale: Tepenin Ardi di Emin Alper

### Premi della giuria "Cortometraggi"
- Orso d'oro per il miglior cortometraggio: Rafa di João Salaviza
- Orso d'argento, premio della giuria (cortometraggi): Gurêto rabitto di Atsushi Wada
- Menzione speciale: Licuri surf di Guile Martins
- Berlin Short Film Nominee for the European Film Awards: Vilaine fille mauvais garçon di Justine Triet
- DAAD Short Film Prize: The Man That Got Away di Trevor Anderson

### Premi delle giurie "Generation"
- Children's Jury Generation Kplus
- Orso di cristallo per il miglior film: Arcadia di Olivia Silver
- Menzione speciale: Kikoeteru, furi wo sita dake di Kaori Imaizumi
- Orso di cristallo per il miglior cortometraggio: Julian di Matthew Moore
- Menzione speciale: Bino di Billie Pleffer

- International Jury Generation Kplus
- Grand Prix per il miglior film: Kauwboy di Boudewijn Koole
- Menzione speciale: Gattu di Rajan Khosa
- Special Prize per il miglior cortometraggio: Bino di Billie Pleffer
- Menzione speciale: L di Thais Fujinaga

- Youth Jury Generation 14plus
- Orso di cristallo per il miglior film: Lal Gece di Reis Çelik
- Menzione speciale: Kronjuvelerna di Ella Lemhagen
- Orso di cristallo per il miglior cortometraggio: Meathead di Sam Holst
- Menzione speciale: 663114 di Isamu Hirabayashi

### Premi delle giurie indipendenti
- Guild Prize: À moi seule di Frédéric Videau
- Peace Film Prize: Just the Wind di Benedek Fliegauf
- Label Europa Cinemas: My Brother the Devil di Sally El Hosaini
  - Menzione speciale: Dollhouse di Kirsten Sheridan
- Premio Caligari: Tepenin Ardi di Emin Alper
  - Menzione speciale: Bagrut Lochamim di Silvina Landesman, Escuela normal di Celina Murga, Jaurès di Vincent Dieutre
- Amnesty International Film Prize: Just the Wind di Benedek Fliegauf
- NETPAC Prize: Paziraie sadeh di Mani Haghighi
- Cinema Fairbindet Prize: Call Me Kuchu di Katherine Fairfax Wright e Malika Zouhali-Worrall
- Premio della giuria ecumenica:
  - Competizione: Cesare deve morire di Paolo e Vittorio Taviani
  - Menzione speciale: Rebelle di Kim Nguyen
  - Panorama: Die Wand di Julian Pölsler
  - Menzione speciale: The Parade - La sfilata di Srdjan Dragojevic
  - Forum: La demora di Rodrigo Plá
- Premio FIPRESCI:
  - Competizione: Tabu di Miguel Gomes
  - Panorama: L'âge atomique di Héléna Klotz
  - Forum: Hemel di Sacha Polak
- Premio CICAE:
  - Panorama: Mort à vendre di Faouzi Bensaïdi
  - Forum: Kazoku no kuni di Yong-hi Yang
- Teddy Award:
  - Miglior lungometraggio: Keep the Lights On di Ira Sachs
  - Miglior documentario: Call Me Kuchu di Katherine Fairfax Wright e Malika Zouhali-Worrall
  - Miglior cortometraggio: Loxoro di Claudia Llosa
  - Premio della giuria: Jaurès di Vincent Dieutre
  - Premio dei lettori di Siegessäule: The Parade - La sfilata di Srdjan Dragojevic
  - Premio speciale: Ulrike Ottinger, Mario Montez

### Premi dei lettori e del pubblico
- Premio del pubblico - Panorama:
  - Film: The Parade - La sfilata di Srdjan Dragojevic
  - Documentario: Marina Abramovic: The Artist Is Present di Matthew Akers
- Premio dei lettori del Berliner Mongerpost: La scelta di Barbara di Christian Petzold
- Premio dei lettori del Tagesspiegel: La demora di Rodrigo Plá
  - Menzione speciale: Call Me Kuchu di Katherine Fairfax Wright e Malika Zouhali-Worrall